# Vitali Kirilenko
Vitali Kirilenko (Ucrania, 25 de abril de 1968) fue un atleta ucraniano, especializado en la prueba de salto de longitud en la que llegó a ser medallista de bronce mundial en 1993.

## Carrera deportiva
En el Mundial de Stuttgart 1993 ganó la medalla de bronce en salto de longitud, con una marca de 8.15 metros, tras el estadounidense Mike Powell (oro con 8.59 metros) y el ruso Stanislav Tarasenko (plata con 8.16 metros).